# Andrena malickyi
Andrena malickyi là một loài Hymenoptera trong họ Andrenidae. Loài này được Gusenleitner & Schwarz mô tả khoa học năm 2000.